# Ovanthula apoda
Ovanthula apoda Van Beneden, 1924 è un antozoo della famiglia Botrucnidiferidae. È l'unica specie del genere Ovanthula.